# Evald Flisar
Evald Flisar (* 13. února 1945 Gerlinci) je slovinský spisovatel, básník, překladatel, dramatik a šéfredaktor literárního časopisu Sodobnost.
Evald Flisar je známý především jako autor cestopisů, které vzešly z cest po osmi desítkách států světa. Jeho Čarodějův učedník (Čarovnikov vajenec, 1986) je jedním z nejčtenějších slovinských románů. V posledních desetiletých je známý především díky svým divadelním hrám. Svá díla tvoří ve slovinštině i angličtině. Do angličtiny i z angličtiny také překládá. Jeho díla byla převedena do více než 20 jazyků.

## Život
Evald Flisar vystudoval střední školu v Murské Sobotě, posléze studoval na Filozofické fakultě v Lublani.

### Raná tvorba
Od roku 1965 Flisar spolupracoval s nejrůznějšími slovinskými novinami a literárními časopisy. Roku 1966 se po vydání své básnické prvotiny Symphonia poetica rozhodl opustit studium a stát se svobodným umělcem. Roku 1967 napsal pamflet Kristusov samomor a vydal ho vlastním nákladem. O rok později vyšel jeho první román Mrgolenje prahu. V roce 1969 pak vznikl jeho druhý román Umiranje v ogledalu a ve stejném roce opustil vlast a vydal se do zahraničí.

### Život v zahraničí
Ve Vídni napsal rozhlasovou hru Sodniška zgradba, která získala první cenu Radia Ljubljana. Z Rakouska je odešel do Londýna, kde začal studovat dramaturgii, angličtinu, psal rozhlasové hry a byl a byl redaktorem encyklopedie. Pro BBC napsal hru Upsetting of the Status Quo. Roku 1972 vyšla v Mariboru tragikomedie v deseti obrazech Kostanjeva krona, která byla dramatizací románu Mrgolenje prahu.

### Cesty

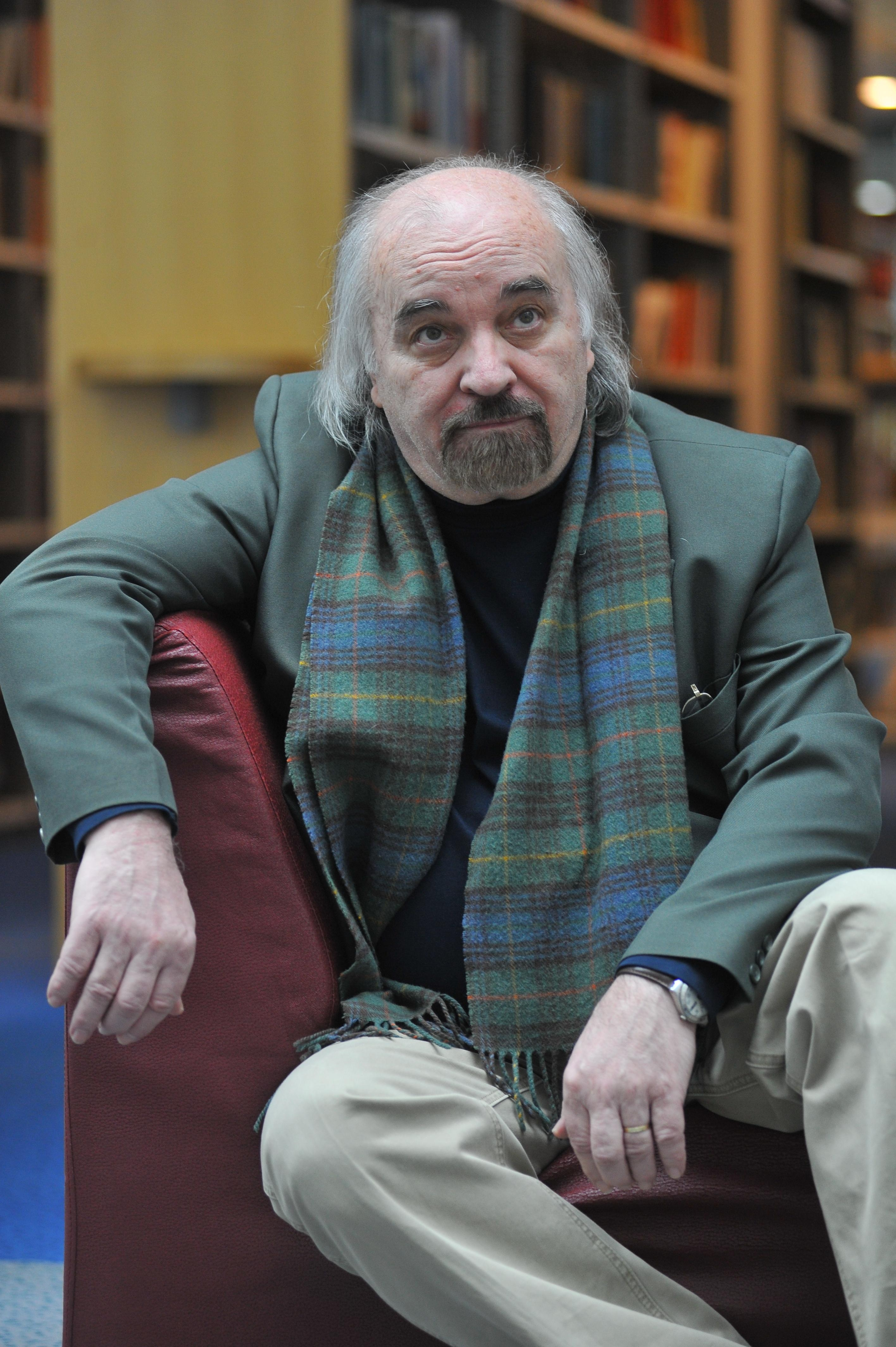
Evald Flisar

Poté následovalo období cest po Austrálii. Zde navštěvoval jazykové kurzy a školu kreativního psaní a dva roky se živil jako strojvedoucí metra v Sydney. Z Austrálie se vydal do Asie, která mu učarovala. První cestu shrnul Flisar strnil v cestopisu Tisoč in ena pot (1979). Po zastávce v Londýně se vydal na cestu do západní Afriky, o níž pojednává cestopis Južno od severa (1981). Nejlepší příběhy z Austrálie, Asie a Afriky zveřejnil ve sbírce povídek Popotnik v kraljestvu senc (1992), za niž získal cenu Prešernova fondu.
Nejoblíbenějším cílem Flisarových cest byla a je Indie. Roku 1984 vyšla sbírka sedmi příběhů Lov na lovca in druge zgodbe. Z jeho cest po Ladakhu, a okolních horách vznikl román Čarovnikov vajenec, který nejdříve vycházel časopisecky, knižně vyšel v roce 1986. Roku 1987 napsal na motivy tohoto románu v Hollywoodu scénář. V Indii se odehrává také román Potovanje predaleč (1998), podle nějž natočil dokumentární film.

### Divadelní hry
Po napsání hry Nimfa umre (1989) se začal Flisar věnovat především divadelním hrám, přesněji tragikomediím. Jedna z nejúspěšnějších je Kaj pa Leonardo?  (1992), za níž Flisar získal cenu Prešernova fondu a Grumovu cenu.

### Návrat do Slovinska
Od roku 1990 žije převážně v Lublani. Zde působil sedm let (1995–2002) jako předseda Svazu slovinských spisovatelů. Od roku 1998 je šéfredaktorem literárního časopisu Sodobnost.

## Dílo

### Poezie
- Symphonia poetica (1966, básnická sbírka)

### Próza
- Mrgolenje prahu (1968, román)
- Umiranje v ogledalu (1969, román)
- Tisoč in ena pot (1979, cestopis)
- Južno od severa (1981, cestopis)
- Lov na lovca (1984, sbírka povídek)
- Čarovnikov vajenec (1986, román); česky: Čarodějův učedník, Praha 2013[1]
- Noro življenje (1989, román)
- Popotnik v kraljestvu senc (1992, cestopis)
- Potovanje predaleč (1998, román)
- Zgodbe s poti (2000, sbírka povídek); česky: Příběhy z cest, Brno 2010
- Velika žival samote (2001, román); česky: Veliké zvíře samoty, Praha 2010
- Ljubezni tri in ena smrt (2002, román)
- Čaj s kraljico (2004, román)
- Mogoče nikoli (2007, román)
- Opazovalec (2009, román)
- Na zlati obali (2010, román)

### Divadelní a rozhlasové hry
- Sodniška zgradba (1969, rozhlasová hra)
- Vojaki ob koncu vojne (1970, rozhlasová hra)
- Kostanjeva krona (1970)
- Ukradena hiša (1972, rozhlasová hra)
- Nimfa umre (1989)
- Jutri bo lepše (1992)
- Kaj pa Leonardo?  (1992)
- Naglavisvet (1993, rozhlasová hra)
- Tristan in Izolda: igra o ljubezni in smrti (1994)
- Stric iz Amerike (1994)
- Iztrohnjeno srce (1995)
- Temna stran svetlobe (1995, rozhlasová hra)
- Angleško poletje (1997, rozhlasová hra)
- Sončne pege (1998)
- Padamo, padamo (1998)
- Poslednja nedolžnost (1999)
- Enajsti planet (2000)
- Nora Nora (2004); česky: Nora Nora; ve: Slovinské drama dnes, Brno 2006
- Akvarij (2007)